# Chopin: Polonezy
Chopin – Polonezy (edycja polska) albo Chopin: Polonaises (edycja międzynarodowa) – szósty album Rafała Blechacza, wydany we wrześniu 2013 przez Deutsche Grammophon.
Zawiera siedem polonezów Fryderyka Chopina. Album w dniu premiery uzyskał w Polsce status złotej płyty. Nagranie otrzymało nagrodę Preis der Deutschen Schallplattenkritik jako najlepszy album 2013 w kategorii „Muzyka fortepianowa”. Płyta zdobyła Fryderyka 2014 w kategorii „Najlepszy Album Polski Za Granicą” oraz pretendowała do wyróżnienia „Najwybitniejsze Nagranie Muzyki Polskiej”.

## Lista utworów
| 1. | "Polonez Op. 26. Nr. 1 cis-moll. Allegro Appassionato"                                     | 7:03  |
|    |                                                                                            |       |
| 2. | "Polonez Op. 26. Nr. 2 es-moll. Maestoso"                                                  | 7:23  |
|    |                                                                                            |       |
| 3. | "Polonez Op. 40. Nr. 1 A-dur. Allegro Con Brio"                                            | 5:06  |
|    |                                                                                            |       |
| 4. | "Polonez Op. 40. Nr. 2 c-moll. Allegro Maestoso"                                           | 6:43  |
|    |                                                                                            |       |
| 5. | "Polonez fis-moll Op. 44. Tempo Di Polacca – Doppio Movimento, Tempo Di Mazurka – Tempo I" | 9:23  |
|    |                                                                                            |       |
| 6. | "Polonez As-dur Op. 53. Maestoso"                                                          | 6:26  |
|    |                                                                                            |       |
| 7. | "Polonez-Fantazja As-dur Op. 61. Allegro Maestoso"                                         | 12:38 |
|    |                                                                                            |       |
|    |                                                                                            | 54:42 |
|    |                                                                                            |       |

## Zespół
- Merle Kersten, Philipp Starke – kierownictwo artystyczne
- Anna-Lena Rodewald, Veronika Weiher – koordynatorzy projektu
- Rainer Maillard – aranżer
- Arend Prohmann – producent
- Angelika Meissner – producent wykonawczy
- Manuela Amadei – opracowanie okładki
- Oswald Beaujean – tekst książeczki
- Stewart Spencer – tłumaczenie książeczki
- Felix Broede – zdjęcia
- Jan Kittel – technik fortepianowy